# كيث فلينت
كيث تشارلز فلينت (بالإنجليزية: Keith Charles Flint)‏ (17 سبتمبر 1969 - 4 مارس 2019) هو مغني وموسيقي وراقص إنجليزي. صاحب الأغنية الشهيرة "Firestarter"،

## وفاته
عُثر على المغني كيث فلينت، ميتا في منزله بإنجلترا عن عمر يناهز 49 عاما.
وعثرت الشرطة على جثة المغني الشهير، صباح اليوم الاثنين 4 مارس 2019، بعد استدعاء سيارة إسعاف لإنقاذ رجل فاقد للوعي، وفقا للتقارير.
ذكر زميله في الفريق ليام هوليت عبر إنستجرام أن موته كان انتحارًا.

## من أعماله
The Prodigy
- Experience (1992)
- Music for the Jilted Generation (1994)
- Electronic Punks (1995)
- The Fat of the Land (1997)
- "Baby's Got a Temper" (2002)
- "Hotride (El Batori Mix)" (2004)
- Their Law: The Singles 1990–2005 (2005)
- Invaders Must Die (2009)
- World's on Fire (2011)
- The Day Is My Enemy (2015)
- No Tourists (2018)

## وصلات خارجية
- كيث فلينت على موقع IMDb (الإنجليزية)
- كيث فلينت على موقع ميوزك برينز (الإنجليزية)
- كيث فلينت على موقع أول ميوزيك (الإنجليزية)
- كيث فلينت على موقع ديسكوغز (الإنجليزية)
- كيث فلينت على موقع قاعدة بيانات الفيلم (الإنجليزية)
- كيث فلينت على موقع كينوبويسك (الروسية)

- العثور على كيث فلينت متوفيا في منزله بإنجلترا.. (اليوم السابع)